# Vương cung thánh đường Santa Maria Assunta, Aquileia
Vương cung thánh đường Thượng phụ Santa Maria Assunta (tiếng Ý: Basilica Patriarcale di Santa Maria Assunta) là một nhà thờ chính tòa nằm ở thị trấn Aquileia, thuộc tỉnh Udine, vùng Friuli-Venezia Giulia, đông bắc Ý.
Nhà thờ ban đầu có niên đại vào thế kỷ 4 còn vương cung thánh đường hiện tại được xây dựng vào thế kỷ 11 và được tái thiét vào thế kỷ 13. Nó nằm tại Via Sacra, nhìn ra quảng trường  Piazza del Capitolo cùng với một tháp chuông và nhà rửa tội.

## Kiến trúc
Mặt tiền của nó mang kiến trúc Romanesque-Gothic được nối bằng một mái cổng được gọi là "Nhà thờ của Pagan" và một tàn tích của một nhà rửa tội thế kỷ 5. Bên trong nhà thờ là gian giữa và hai lối đi đáng chú ý với đường lát khảm có niên đại thế kỷ 4. Trần nhà bằng gỗ có từ năm 1526, trong khi trang trí bích họa thuộc nhiều thời đại khác nhau từ thế kỷ 4 đến 12.